# Isachne swaminathanii
Isachne swaminathanii là một loài thực vật có hoa trong họ Hòa thảo. Loài này được V.Prakash & S.K.Jain mô tả khoa học đầu tiên năm 1983.